# 庚申待
庚申待（こうしんまち）とは、日本の民間信仰で、庚申の日に神仏を祀って徹夜をする行事である。宵庚申、おさる待ちなどともいう。庚申待は通常、村単位など集団で行われ、その集り（講）のことを庚申講（こうしんこう）、庚申会（こうしんえ）、お日待ちなどという。

## 概要
庚申待は中国の民俗宗教である道教の伝説に基づくものである。人間の頭と腹と足には三尸（さんし）の虫（彭侯子・彭常子・命児子）がいて、いつもその人の悪事を監視しているという。三尸の虫は庚申の日の夜の寝ている間に天に登って天帝（「閻魔大王」とも言う）に日頃の行いを報告し、罪状によっては寿命が縮められたり、その人の死後に地獄・餓鬼・畜生の三悪道に堕とされると言われていた。そこで、三尸の虫が天に登れないようにするため、この夜は村中の人達が集まって神々を祀り、その後、寝ずに酒盛りなどをして夜を明かした。これが庚申待である。庚申待を3年18回続けた記念に建立されたのが庚申塔で、今も各地に残っている。
日本には古くから伝わっていたものと考えられており、『枕草子』にも庚申待の話が登場する。江戸時代に入ってから、民間にも広まった。庚申信仰は今では廃れたが、親睦会などに名前を変えて今でも庚申待を行っている地方もある。
仏教では、庚申の本尊を青面金剛および帝釈天に、神道では猿田彦神としている。これは、庚申の「申」が猿田彦の猿と結び付けられたものと考えられる。また、猿が庚申の使いとされ、庚申塔には「見ざる、言わざる、聞かざる」の三猿が彫られることが多かった。山王信仰（三猿信仰）もここから生まれたとされている。